# Naenaria erythropus
Naenaria erythropus är en stekelart som beskrevs av Heinrich 1968. Naenaria erythropus ingår i släktet Naenaria och familjen brokparasitsteklar. Inga underarter finns listade i Catalogue of Life.